# 斯泰爾MPi 69衝鋒槍
斯泰爾MPi 69（英語：Steyr MPi 69）是一款由奧地利槍械製造商斯泰爾-曼利夏所設計及生產的冲锋枪（衝鋒手槍），發射9×19公釐帕拉貝倫口徑手枪子彈。

## 设计特点
斯泰爾MPi 69在形狀上和其他的包絡式槍機冲锋枪（例如烏茲衝鋒槍和MAC-10衝鋒槍）相近，採用輕型钢板沖壓及焊接工藝製造矩型金屬管內部機匣。它裝有一個垂直型工程塑料製造手槍握把，25、32發可拆卸式雙排彈匣從其底部插入。護木和垂直型握把都是大量使用工程塑料部件製成，作為了武器的前端和中心的底部。在扳機後上方設置了快慢機，可以在安全、全自動和半自動三個模式間切換。它還裝有一個伸縮式槍托。
斯泰爾MPi 69採用開放式槍栓，在待擊狀態以下，子彈仍未上膛，而槍機被卡在後方。當扣動扳機後槍機被放開並且運動向前進，推動彈匣上首發子彈上膛並且將子彈發射出去。子彈射出以後，再將槍機後推，彈出空彈殼，循環操作準備射擊下一顆子彈。
斯泰爾MPi 69亦採用包絡式槍機，藉由“Ｌ”型槍機將槍機縮進機匣後部，縮短槍機運作距離，並以機匣包覆大部份槍管，從而達到縮短槍械總長度。
斯泰爾MPi 69作為現代衝鋒槍有一個獨特設計之處，MPi 69前方的槍背帶環有著雙重用途，也可同時用作拉機柄。所以向後拉動前方的槍背帶環就等同向後拉動槍機。這樣設計的優點是有利於方便快速拉動拉機柄使子彈上膛，而缺點則是容易產生誤操作。

## 生產情況
1969年，斯泰爾MPi 69開始生產，產品線後來被斯泰爾TMP所取代，共維持11年。1990年代，斯泰爾TMP也被下令停產，並把TMP的設計賣給，成為B&T MP9戰術衝鋒槍。目前，斯泰爾仍然生產的冲锋枪是斯泰爾AUG突擊步槍的9×19毫米魯格（帕拉貝倫）口徑型（AUG SMG／AUG Para）。

## 衍生型

### MPi 81
斯泰爾MPi 81（英語：Steyr MPi 81）是一款以斯泰爾MPi 69以為基礎，經過改進的現代化產品。它裝有一根位於左側的傳統式拉機柄和其他較細微的改進，包括把發射速率增加至700发／分钟。

## 使用國
- 阿根廷
- 奥地利
  - 奥地利聯邦軍[1]
- 希腊[1]
- 沙烏地阿拉伯[1]

## 資料來源
1. 1 2 3  Jones, Richard D. Jane's Infantry Weapons 2009/2010. Jane's Information Group; 35 edition (January 27, 2009). ISBN 978-0710628695.

## 外部連結
- （英文）—Modern Firearms—Steyr MPi 69 and MPi 81 submachine gun （页面存档备份，存于）
- （英文）—Weapon.ge—Steyr MPi 69 / MPi 81[]
- （英文）—Remtek.com—Steyr MPi 69 （页面存档备份，存于）
- （英文）—Steyr-AUG.com—MPi 69 （页面存档备份，存于）
- （英文）—Military, Security and Civilian Guns and Equipment—Steyr MPi 69 （页面存档备份，存于）
- （英文）—The Truth About Guns.com—Housekeeping: Little Help on iPhone 6+ YouTube No Slo-Mo Issue （页面存档备份，存于）
- （英文）—Tactical-Life.com—AUSTRIAN JAGDKOMMANDO （页面存档备份，存于）
- （简体中文）—D Boy Gun World（槍炮世界）—MPi 69冲锋枪 （页面存档备份，存于）
  - MPi 81冲锋枪 （页面存档备份，存于）
- （繁體中文）—Civilian Gunner—Steyr MPi81 （页面存档备份，存于）